# Murvyn Vye
Murvyn Vye, pseudonimo di Marvin Wesley Vye Jr. (Quincy, 15 luglio 1913 – Pompano Beach, 17 agosto 1976), è stato un attore statunitense.
Ha recitato in oltre 20 film e in oltre 80 produzioni televisive. Fu accreditato anche con i nomi Murvyn Vye Jr. e Mervyn Vye.

## Filmografia

### Cinema
- Passione di zingara (Golden Earrings), regia di Mitchell Leisen (1947)
- Smith il taciturno (Whispering Smith), regia di Leslie Fenton (1948)
- La corte di re Artù (A Connecticut Yankee in King Arthur's Court), regia di Tay Garnett (1949)
- La follia del silenzio (Pickup), regia di Hugo Haas (1951)
- Destinazione Budapest (Assignment: Paris), regia di Robert Parrish e, non accreditato, Phil Karlson (1952)
- La principessa di Bali (Road to Bali), regia di Hal Walker (1952)
- Destinazione Mongolia (Destination Gobi), regia di Robert Wise (1953)
- Mano pericolosa (Pickup on South Street), regia di Samuel Fuller (1953)
- La magnifica preda (River of No Return), regia di Otto Preminger (1954)
- Furia nera (Black Horse Canyon), regia di Jesse Hibbs (1954)
- Fuoco verde (Green Fire), regia di Andrew Marton (1954)
- L'avventuriero di Burma (Escape to Burma), regia di Allan Dwan (1955)
- Le perle nere del Pacifico (Pearl of the South Pacific), regia di Allan Dwan (1955)
- La felicità non si compra (The Best Things in Life Are Free), regia di Michael Curtiz (1956)
- L'isola stregata degli zombies (Voodoo Island), regia di Reginald Le Borg (1957)
- Questa notte o mai (This Could Be the Night), regia di Robert Wise (1957)
- Scorciatoia per l'inferno (Short Cut to Hell), regia di James Cagney (1957)
- Girl in the Woods, regia di Tom Gries (1958)
- In amore e in guerra (In Love and War), regia di Philip Dunne (1958)
- Missili in giardino (Rally 'Round the Flag, Boys!), regia di Leo McCarey (1958)
- Al Capone, regia di Richard Wilson (1959)
- The Boy and the Pirates, regia di Bert I. Gordon (1960)
- Il padrone di New York (King of the Roaring 20's: The Story of Arnold Rothstein), regia di Joseph M. Newman (1961)
- Testa o croce (The George Raft Story), regia di Joseph M. Newman (1961)
- Andy, regia di Richard C. Sarafian (1965)

### Televisione
- The Ford Theatre Hour – serie TV, un episodio (1950)
- Pulitzer Prize Playhouse – serie TV, 2 episodi (1950-1951)
- Studio One – serie TV, 3 episodi (1950-1958)
- The Web – serie TV, un episodio (1950)
- Danger – serie TV, un episodio (1950)
- The Billy Rose Show – serie TV, 2 episodi (1950)
- Lights Out – serie TV, episodi 3x39-4x32 (1951-1952)
- Lux Video Theatre – serie TV, 3 episodi (1951-1957)
- The Philco Television Playhouse – serie TV, un episodio (1952)
- Broadway Television Theatre – serie TV, un episodio (1952)
- City Detective – serie TV, un episodio (1953)
- Short Short Dramas – serie TV, un episodio (1953)
- Suspense – serie TV, un episodio (1953)
- I segreti della metropoli (Big Town) – serie TV, un episodio (1953)
- The Whistler – serie TV, 2 episodi (1954-1955)
- Schlitz Playhouse of Stars – serie TV, 2 episodi (1954-1955)
- Passport to Danger – serie TV, un episodio (1954)
- Waterfront – serie TV, un episodio (1954)
- The Pepsi-Cola Playhouse – serie TV, un episodio (1954)
- Cavalcade of America – serie TV, un episodio (1955)
- General Electric Theater – serie TV, episodio 3x19 (1955)
- Damon Runyon Theater – serie TV, episodio 1x10 (1955)
- Studio 57 – serie TV, un episodio (1955)
- Celebrity Playhouse – serie TV, episodio 1x14 (1955)
- Steve Donovan, Western Marshal – serie TV, episodio 1x22 (1956)
- Screen Directors Playhouse – serie TV, episodio 1x22 (1956)
- Matinee Theatre – serie TV, un episodio (1956)
- Cheyenne – serie TV, un episodio (1956)
- Climax! – serie TV, episodio 3x01 (1956)
- The Adventures of Hiram Holliday – serie TV, un episodio (1956)
- Il sergente Preston (Sergeant Preston of the Yukon) – serie TV, 2 episodi (1956)
- Soldiers of Fortune – serie TV, un episodio (1956)
- Maverick – serie TV, 3 episodi (1957-1959)
- The Alcoa Hour – serie TV, episodio 2x09 (1957)
- Sheriff of Cochise – serie TV, un episodio (1957)
- The O. Henry Playhouse – serie TV, un episodio (1957)
- The Silent Service – serie TV, un episodio (1957)
- Have Gun - Will Travel – serie TV, episodio 1x13 (1957)
- The Walter Winchell File – serie TV, un episodio (1957)
- Colt.45 – serie TV, un episodio (1957)
- Tombstone Territory – serie TV, un episodio (1957)
- This Is Alice – serie TV, un episodio (1958)
- Il tenente Ballinger (M Squad) – serie TV, un episodio (1958)
- Broken Arrow – serie TV, un episodio (1958)
- Tales of Wells Fargo – serie TV, un episodio (1958)
- Bat Masterson – serie TV, un episodio (1958)
- The Texan – serie TV, episodio 1x14 (1958)
- The Further Adventures of Ellery Queen – serie TV, episodio 1x13 (1958)
- Pursuit – serie TV, episodio 1x12 (1959)
- Lawman – serie TV, 2 episodi (1959-1960)
- Perry Mason – serie TV, un episodio (1959)
- Northwest Passage – serie TV, un episodio (1959)
- U.S. Marshal – serie TV, un episodio (1959)
- Indirizzo permanente (77 Sunset Strip) – serie TV, episodio 1x23 (1959)
- Border Patrol – serie TV, un episodio (1959)
- Buckskin – serie TV, un episodio (1959)
- Sugarfoot – serie TV, episodio 3x02 (1959)
- Tightrope – serie TV, episodio 1x07 (1959)
- Carovane verso il west (Wagon Train) – serie TV, 3 episodi (1960-1962)
- Simon Lash: The Black Book – film TV (1960)
- Bonanza - serie TV, episodio 1x28 (1960)
- Lo sceriffo indiano (Law of the Plainsman) – serie TV, episodio 1x30 (1960)
- Alcoa Presents: One Step Beyond – serie TV, 2 episodi (1960)
- The Rifleman – serie TV, un episodio (1960)
- Thriller – serie TV, episodio 1x10 (1960)
- The Bob Cummings Show – serie TV, 22 episodi (1961-1962)
- Gli intoccabili (The Untouchables) – serie TV, 2 episodi (1961-1962)
- The Deputy – serie TV, un episodio (1961)
- Ispettore Dante (Dante) – serie TV, episodio 1x17 (1961)
- The Jack Benny Program – serie TV, un episodio (1961)
- Outlaws – serie TV, un episodio (1961)
- The Case of the Dangerous Robin – serie TV, un episodio (1961)
- The Americans – serie TV, episodio 1x13 (1961)
- Oh, Those Bells – serie TV, un episodio (1962)
- Kraft Mystery Theater – serie TV, un episodio (1962)
- Lucy Show (The Lucy Show) – serie TV, un episodio (1962)
- The Beverly Hillbillies – serie TV, un episodio (1963)
- La parola alla difesa (The Defenders) – serie TV, un episodio (1964)
- Mr. Broadway – serie TV, episodio 1x13 (1964)
- Vacation Playhouse – serie TV, un episodio (1966)
- L'orso Ben (Gentle Ben) – serie TV, un episodio (1967)

## Doppiatori italiani
- Renato Turi in Furia nera, Questa notte o mai, Al Capone
- Aldo Silvani in Passione di zingara
- Nino Pavese in Mano pericolosa
- Giorgio Capecchi in Destinazione Mongolia
- Cesare Polacco in La magnifica preda
- Mario Besesti in Fuoco verde
- Carlo Romano in La felicità non si compra